# Angelina Žuk-Krasnova
Angelina Sergeevna Žuk-Krasnova (in russo Ангелина Сергеевна Жук-Краснова?; 7 febbraio 1991) è un'astista russa naturalizzata moldava.

## Palmarès
| Anno                           | Manifestazione | Sede     | Evento           | Risultato | Prestazione | Note |
| ------------------------------ | -------------- | -------- | ---------------- | --------- | ----------- | ---- |
| In rappresentanza della Russia |                |          |                  |           |             |      |
| 2013                           | Europei indoor | Göteborg | Salto con l'asta | 5ª        | 4,37 m      |      |
| 2013                           | Europei U23    | Tampere  | Salto con l'asta | Oro       | 4,70 m      |      |
| 2013                           | Mondiali       | Mosca    | Salto con l'asta | 7ª        | 4,65 m      |      |
| 2014                           | Europei        | Zurigo   | Salto con l'asta | Bronzo    | 4,60 m      |      |
| 2015                           | Europei indoor | Praga    | Salto con l'asta | 4ª        | 4,60 m      |      |